# Copa RN 2004
In 2004 werd de eerste editie van de Copa RN gespeeld voor voetbalclubs uit de Braziliaanse staat Rio Grande do Norte. De competitie werd georganiseerd door de FNF en werd gespeeld van 23 juni tot 31 oktober. Baraúnas werd kampioen. 

## Eerste fase
Potengi trok zich na vier wedstrijden terug uit de competitie. 
| Plaats | Clu                 | Wed. | W | G | V | Saldo | Ptn. |
| ------ | ------------------- | ---- | - | - | - | ----- | ---- |
| 1.     | Baraúnas            | 7    | 4 | 2 | 1 | 13:5  | 14   |
| 2.     | Potiguar de Mossoró | 7    | 3 | 4 | 0 | 6:3   | 13   |
| 3.     | ABC                 | 7    | 3 | 3 | 1 | 12:6  | 12   |
| 4.     | América de Natal    | 7    | 1 | 1 | 5 | 6:10  | 4    |
| 5.     | Potengi             | 4    | 0 | 0 | 4 | 0:13  | 0    |

|  | Geplaatst voor tweede fase |

## Tweede fase
In geval van gelijkspel ging de club met het beste resultaat in de groepsfase door.
|  | halve finale        | halve finale | halve finale | halve finale |  |                     | finale | finale | finale | finale |
|  |                     |              |              |              |  |                     |        |        |        |        |
|  |                     |              |              |              |  |                     |        |        |        |        |
|  | ABC                 | 2            | 0            | 2            |  |                     |        |        |        |        |
|  | Potiguar de Mossoró | 0            | 2            | 2            |  |                     |        |        |        |        |
|  |                     |              |              |              |  | Potiguar de Mossoró | 0      | 0      | 0      |        |
|  |                     |              |              |              |  | Baraúnas            | 1      | 2      | 3      |        |
|  | América de Natal    | 1            | 0            | 1            |  |                     |        |        |        |        |
|  | Baraúnas            | 2            | 0            | 2            |  |                     |        |        |        |        |

## Kampioen
| Copa RN de 2004              |
| Mossoró                      |
| ---------------------------- |
| BARAÚNAS Kampioen (1° titel) |